# Supernovae type Ib en Ic

Een type Ib supernova, SN2008D, in het sterrenstelsel NGC 2770, zichtbaar in de golflengte van röntgenstraling (links) en zichtbaar licht (rechts). Afbeeldingen van NASA.

Supernovae type Ib en Ic zijn categorieën van supernovae die worden veroorzaakt door de zwaartekrachtimplosie van de sterkern van massieve sterren. Deze sterren hebben de buitenste waterstofschil van zich afgeworpen, of zijn ervan ontdaan. Ook ontbreekt de absorptielijn van silicium, het element wat men altijd aantreft in de spectra van supernovae type Ia. De gangbare hypothese is dat de ster verantwoordelijk voor type Ic nog meer stermaterie (inclusief het meeste helium) verloren is dan Ib, maar dat ze beide van zeer zware sterren voortkomen. In het Engels noemt men deze typen supernovae ook wel "stripped core-collapse" supernovae, wat zoveel betekent als "afgestroopte kern-instorting" supernovae.

## Spectra
Wanneer een supernova wordt geobserveerd, kan deze worden gecategoriseerd aan de hand van het supernova-classificatieschema van Minkowski-Zwicky, gebaseerd op de aanwezige absorptielijnen in het spectrum. Eerst wordt het onderscheid tussen type I en II gemaakt, daarna volgen subcategorieën met meer specifieke eigenschappen. Supernova's behorend bij de algemene categorie type I hebben geen waterstof in hun spectrum, terwijl type II dit wel vertoont. Type I wordt daarna verder onderverdeeld in type Ia, Ib en Ic.
Typen Ic BL, BL voor brede lijnen, en Ipec, peculair voor eigenaardig, zijn ook mogelijk.
Type Ib/Ic supernovae verschillen van het veel voorkomende type Ia door de afwezigheid van een absorptielijn van enkelvoudig geïoniseerd silicium, op een golflengte van 635,5 nanometer. Als typen Ib en Ic supernova's ouder worden, vertonen ze ook lijnen van elementen zoals zuurstof, calcium en magnesium. De spectra van type Ia raken daarentegen gedomineerd door absorptielijnen van ijzer. Een ander verschil tussen type Ic en type Ib supernova's is dat de eerstgenoemde geen lijnen van helium vertoont op 587,6 nm.

## Vormingsproces

Een zware ster, vlak voor een supernova, met daarin lagen materie ontstaan uit kernfusieprocessen (niet op schaal).

Voordat een supernova plaatsvindt, bestaat een doorgeëvolueerde, massieve ster uit vele lagen verschillende materie, zoals schillen van een ui, waarin zich verschillende kernfusieprocessen afspelen. De buitenste sterlaag bevat het lichtste element: waterstof. Hierna volgt een laag van helium, dan een laag koolstof, dan zuurstof enzovoort. Wanneer deze waterstoflaag verloren raakt, wordt de volgende laag blootgelegd, die hoofdzakelijk uit helium bestaat (vermengd met andere elementen). Dit kan voorkomen wanneer een zeer hete, massieve ster een punt in haar evolutie bereikt waarbij er significant massaverlies plaatsvindt via sterrenwind. Bevat een ster 25 of meer de massa van de Zon, dan kan ze tot wel 10-5 zonnemassa per jaar verliezen - oftewel 1 zonnemassa per 100.000 jaar.
De huidige theorie voor het ontstaan van een supernova type Ib of Ic is het ineenstorten van de kern van een zeer massieve ster, die al haar waterstof en helium uit haar buitenste lagen verloren is geraakt. Dit kan gebeurd zijn door hevige sterrenwind, of via massaoverdracht op een nabije begeleidende ster, van zo'n 3 tot 4 zonsmassa. Hevig massaverlies komt onder andere voor bij Wolf-Rayetsterren, deze sterren vertonen ook spectra zonder waterstof. Sterren van supernova type Ib hebben het grootste deel van de buitenste waterstoflaag al verloren, sterren van type Ic hebben zowel de waterstoflaag als de heliumlaag afgeworpen; met andere woorden, sterren van type Ic hebben al meer buitenste sterschil verloren dan type Ib. In andere opzichten zijn de onderliggende mechanismen van typen Ib en Ic zeer overeenkomstig met een supernova type II, daarom plaatst men deze kosmische gebeurtenissen tussen supernovae type Ia en supernovae type II. Omdat Ib en Ic zoveel gelijkenissen vertonen, worden de supernovae ook wel onder de noemer supernova type Ibc vermeld.
Er zijn enige aanwijzingen voor dat een klein gedeelte van type Ic supernovae wellicht verantwoordelijk zijn voor de productie van gammaflitsen. Met name type Ic supernovae met brede spectraallijnen, behorend bij ejecta met een hoge snelheid, worden verdacht van gammaflitsen. Het is echter ook voorgesteld dat elke waterstofarme type Ib of Ic supernova een bron van gammaflitsen kan zijn. Of de gammaflits geobserveerd wordt kan alleen afhankelijk zijn van de hoek waarin de straling de aarde bereikt. In elk geval wordt aangenomen dat de meeste type Ib supernovae, en waarschijnlijk type Ic ook, het resultaat zijn van een ingestorte sterkern in een afgestroopte, zeer zware ster. En dus niet het resultaat van een thermonucleaire reactie van een witte dwerg, zoals type Ia dat is.
Omdat ze ontspringen aan zeldzame, zeer massieve sterren, komen supernovae type Ib en Ic veel minder voor dan de meer gangbare type II supernovae. Ze vinden normaal gesproken in gebieden met veel nieuwe stervorming plaats, en zijn dan ook zeer zeldzaam in elliptische sterrenstelsels. Omdat type Ib en Ic supernovae via dezelfde mechanismen ontstaan als de type II supernovae, worden ze in het Engels ook wel 'core-collapse supernovae' (kern-instorting supernovae) genoemd. Type Ibc noemt men dan specifiek 'stripped core-collapse supernovae' (afgestroopte kern-instorting supernovae).

## Lichtkrommen

Vergelijking van de lichtkromme van verschillende typen supernovae.

De lichtkrommen, een grafiek van lichtkracht tegen de tijd afgezet, van type Ib supernova's verschillen van vorm, maar zijn in sommige gevallen bijna hetzelfde als die van type Ia supernova's. Klein verschil is dan wel dat type Ib kunnen pieken op een lagere lichtkracht en ook roder kunnen zijn. In het infrarode deel van het spectrum vertoont de lichtkromme van een type Ib gelijkenissen met dat van een type II-L supernova. Type Ib supernova's hebben normaal gesproken een tragere vervalsnelheid voor de spectrale krommen dan Ic.
Type Ia supernova's worden veel bij astronomische afstandsmetingen gebruikt op een kosmische schaal. Omdat typen Ib en Ic er behoorlijk veel op lijken, moeten ze tijdens onderzoeken zorgvuldig worden gescheiden van type Ia om op de goede manier afstanden te kunnen bepalen.